# 七人の聖人 (フィリッポ・リッピ)
『七人の聖人』（ななにんのせいじん、伊: Sette santi）は、イタリアのルネサンス期の巨匠フィリッポ・リッピによるテンペラの板絵で、1449-1459年ごろ制作された。ロンドンのナショナル・ギャラリーの収集にある。この作品は、やはりナショナル・ギャラリーにあるリッピの『受胎告知』の対作品である。ルネッテ (半円形画) である両作品は、フィレンツェのメディチ宮殿の装飾の一部として委嘱され、ドアやベッドの上に置かれた可能性がある。
リッピが板絵の作者であることについては一般的に認められているが、制作年代についてはそれほど確実ではない。ロレンツォ・デ・メディチが誕生した1449年から宮殿での家具設置が終了した1459年までの間に制作されたこと、そして注文主がメディチ家の人物であったことは、もう一方のルネットである『受胎告知』にピエロ・ディ・コジモ・デ・メディチの紋章が存在すること、およびこの板絵に描かれている聖人とメディチ家の男性たちとのつながりによって証明されている。ピエロ・ディ・コジモは1456年からメディチ宮殿に住んでいた。
中央には、フィレンツェの守護聖人である洗礼者ヨハネがおり、聖コスマスと聖ダミアヌス（メディチ家の保護者、特にピエロの父であるコジモ・デ・メディチの保護者）が両隣にいる。右側の手前には、ピエロ・ディ・コジモ・デ・メディチの保護者であるヴェローナの聖ペテロがおり、その隣には、弟のジョヴァンニの保護者である福音記者ヨハネがいる。左側の手前には、ピエロの従弟であるピエル・フランチェスコ (父) の守護聖人であるアッシジの聖フランチェスコと、ピエロの叔父のロレンツォ (父) の守護聖人である聖ラウレンティウスがいる。
ルネッテの両作は、1855年にチャールズ・イーストレイク卿によってメッツガー兄弟から購入され、1861年にナショナルギャラリーに寄贈された。